# Раян Мерфі (плавець)
Раян Мерфі (англ. Ryan Murphy; нар. 2 липня 1995, Чикаго, Іллінойс, США) — американський плавець, триразовий олімпійський чемпіон 2016 року.

## Кар'єра
На Олімпійських ігорах 2016 року здобув три золоті нагороди, з яких дві в індивідуальних запливах і одна в естафеті. 
8 серпня Мерфі встановив новий олімпійський рекорд 51.97 на дистанції 100 метрів на спині. 13 серпня з часом 51.85 став світовим рекордсменом на цій же дистанції, але виступаючи у складі естафетної команди 4x100 метрів комплексом.

## Виступи на Олімпійських іграх
| Олімпіада           | Дисципліна                               | Місце |
| ------------------- | ---------------------------------------- | ----- |
| Ріо-де-Жанейро 2016 | 100 метрів на спині                      | 1     |
| Ріо-де-Жанейро 2016 | 200 метрів на спині                      | 1     |
| Ріо-де-Жанейро 2016 | естафета 4x100 метрів комплексом         | 1     |
| Токіо 2020          | 100 метрів на спині                      | 3     |
| Токіо 2020          | 200 метрів на спині                      | 2     |
| Токіо 2020          | естафета 4x100 метрів комплексом         | 1     |
| Токіо 2020          | змішана естафета 4x100 метрів комплексом | 5     |